# Chasmatophyllum musculinum
Chasmatophyllum musculinum là một loài thực vật có hoa trong họ Phiên hạnh. Loài này được (Haw.) Dinter & Schwantes mô tả khoa học đầu tiên năm 1927.